# Tequila & the Sunrise Gang
ON! aka Tequila & the Sunrise Gang (TATSG) ist eine 8-köpfige Band aus dem Raum Kiel. Die Musikrichtung mischt sich aus den Genres Ska-Punk, Rock und Reggae.

## Geschichte
Tequila & the Sunrise Gang wurde 2001 in Schönberg in Schleswig-Holstein gegründet. Nach der ersten selbst aufgenommenen und produzierten Demo-CD im Jahr 2004, A Four Leafed Clover in a Freezing Compartment, erweiterte sich die Band 2006 um ein Bläser-Trio und schon im selben Jahr folgte mit Motion Picture Soundtrack das erste professionell produzierte Album. 2008 veröffentlichte die Band mit Coloradio ihr drittes Werk. Auftritte als Vorgruppe für Bands wie Beatsteaks, Mad Caddies, Panteón Rococó und Less Than Jake folgten.
Seit 2013 tritt die Band jährlich beim Festival Jamel rockt den Förster auf.
2025 nannte sich die Band in "ON!" um.

## Diskografie
- 2006: Motion Picture Soundtrack (Coast Rock Records)
- 2008: Coloradio (Coast Rock Records)
- 2012: Intoaction (Uncle M Music)
- 2016: Fire Island (Uncle M Music)
- 2017: Unplugged (Uncle M Music)
- 2018: Of Pals and Hearts (Uncle M Music)
- 2020: Home (Uncle M Music)